# Масажа медом
Масажа медом једна је од техника мануелне масаже која се примењује у алтернативној и комплементарној медицини. Њен учинак, зависно од технике и врста масаже може бити врло опуштајућа или помало болни. Пре масаже медом, терапеут мора да се увери да пацијент није алергичан на мед.

## Када се препоручује масажа медом
Масажа медом представља древни третман тела и коже. Коришћењем меда и специјалних масажних метода стимулише се функција коже — уклањају инфективних клица, повећава проток крви и чисте поре. Масажа делује дубински и постепено уклања из тела нагомилане штетне наслаге и токсине. Масажа меда такође може бити алтернативна метода у лечењу и превенцији неких болести, као што су:
- Разне алергије
- Проблеми са спавањем, несаница
- Артритис
- Реуматске болести мишића и зглобова
- Синдром хроничног умора
- Главобоља и мигрена
- Депресија
- Поремећаји стомака и црева, честе жгаравице
- Болести и поремећаји јетре
- Мањак бубрега
- Поремећаји функције гуштераче
- Гљивична обољења црева
- Хронична прехлада и болести параназалних синуса
- Проблеми са протоком крви
- Импотенција и неплодност
- Менструалне потешкоће
- Општи недостаци имунитета и виталности, ниска продуктивност
- Редукија целулита.[2]

## Техника масаже медом
Суштина масаже медом је употреба меда као супстанце која има својства лепљења. Мед се сипа преко подручја које се масира, а затим терапеут за масажу ставља руке на ово подручје и одмашћује дланове. У почетку је лако „одлепити" руке да би сваким наредним потезом било све теже то учинити због повећан ја сила напетости 
Масажа траје све док се дланови више не придржавају измасираног подручја и мед не нестане са коже. Стварно трајање масаже зависи од врсте и квалитета меда.

## Ставовови и смернице за коришћење масаже медом
Код лечења појединих болести ослањање искључиво на ову врсту третмана треба избегавати, јер одлагање примене метода конвенционалне медицинске неге може оставити озбиљне и трајне последице по здравље, и у том смислу: 
Зато да би масажа медом имала своје право место у лечењу, и била прихваћена од стране медицинске науке треба превазићи бројне потешкоће и испунити бројне услове од којих су најзначајнији:
- перманеннтно спроводити, на научној основи заснована, истраживања у циљу прибављања дока о корисним ефекатима пчелињих производа и могућностима њихове примене у фармацеутској индустрији и медицини,
- школовање здравствених радника у области масаже медом,
- едукација пчелара о њиховој одговорности у производњи и стављању у промет пчелињих производа,
- едукација становништва - корисника пчелињих производа о значају и начину примене пчелињих производа.